# Seaborgium
Seaborgium is een scheikundig element met symbool Sg en atoomnummer 106. Het is vermoedelijk een grijs of zilverwit overgangsmetaal.

## Ontdekking
Element 106 is in 1974 vrijwel gelijktijdig onafhankelijk van elkaar ontdekt door een Russisch team onder leiding van G. N. Flerov in het Gezamenlijk Instituut voor Kernonderzoek in Doebna en een Amerikaans team onder leiding van Albert Ghiorso in Berkeley.
{\displaystyle {\ce {^{249}_{98}Cf + ^{18}_8O -> ^{263}_{106}Sg + 4^{1}_{0}n}}}
Het Amerikaanse team noemde het nieuwe element seaborgium, terwijl de Russen vonden dat zij de credits ervoor moesten krijgen. Totdat de IUPAC in 1994 de naam seaborgium aanvaardde, was dit element bekend als unnilhexium (symbool Unh). De definitieve naam was controversieel omdat Glenn Seaborg nog leefde.

## Toepassingen
Er zijn geen praktische toepassingen van seaborgium bekend.

## Opmerkelijke eigenschappen
Omdat seaborgium zich in het periodiek systeem direct onder wolfraam (W) bevindt is het aannemelijk dat de chemische eigenschappen overeenkomsten vertonen met die van wolfraam.

## Verschijning
Op aarde komt seaborgium niet in de vrije natuur voor.

## Isotopen
| Stabielste isotopen | Stabielste isotopen | Stabielste isotopen | Stabielste isotopen | Stabielste isotopen | Stabielste isotopen |
| Iso                 | RA (%)              | Halveringstijd      | VV                  | VE (MeV)            | VP                  |
| ------------------- | ------------------- | ------------------- | ------------------- | ------------------- | ------------------- |
| 265Sg               | syn                 | 16 s                | α                   | 9,200               | 261Rf               |
| 266Sg               | syn                 | 20 s                | α                   | 9,100               | 262Rf               |

Er zijn 8 seaborgium isotopen bekend waarvan er slechts twee een halveringstijd van meer dan een seconde hebben. 265Sg en 266Sg hebben halveringstijden van respectievelijk 16 en 20 seconden en vallen onder uitzending van α deeltjes uiteen in rutherfordium.

## Toxicologie en veiligheid
Over de toxicologie van seaborgium is niets bekend.